# Outward Bound Costa Rica
Outward Bound Costa Rica (OBCR), anteriormente conocida como «Costa Rica Rainforest Outward Bound School» o CRROBS, es una organización sin fines de lucro de aprendizaje experiencial y educación al aire libre con sede en San José, Costa Rica. Es una filial de Outward Bound International (OBI).

## Misión y filosofía
Aprender a través de la experiencia fue la filosofía del Outward Bound original cuando se fundó en 1941. Lo anterior conlleva un proceso educativo basado en la acción y la reflexión. Las experiencias se diseñan, presentan y reflexionan intencionalmente para inculcar valores y promover habilidades. La misión de OBCR es promover la integridad personal, cultural y ambiental a través de la aventura, basada en los principios de Outward Bound. El personal recibe capacitación sobre diversidad para ayudar a lograrlo.
La filial de Costa Rica combina actividades de aventura, que incluyen caminatas, descenso de ríos, kayak, surf, rápel, buceo y escalada de árboles, con la experiencia cultural de aprender de primera mano sobre el estilo de vida y el medio ambiente costarricense alojándose con familias locales e inmersión en entornos silvestres. El objetivo de la organización es desarrollar 12 rasgos de carácter:
- Curiosidad activa
- Tenacidad y persecución
- Espíritu invencible
- Abnegación sensible
- Compasión
- Sentido de comunidad y holismo
- Aptitud física
- Liderazgo dinámico
- Comunicación abierta y efectiva
- Comprensión intercultural

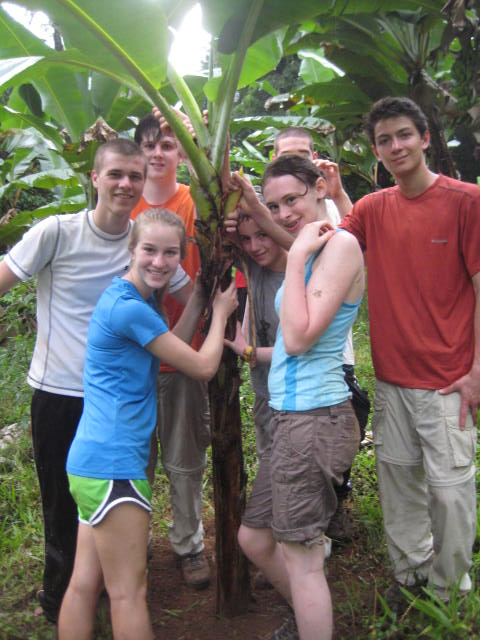
El curso de Walnut Hills para plantar un árbol de plátano.

- Conocimiento y respeto por el medio ambiente natural
- Respeto a uno mismo

Los cinco principios centrales de cada curso de Outward Bound son los siguientes:
- Desafío y aventura
- Compasión y servicio
- Responsabilidad social y ambiental
- Desarrollo de la personalidad
- Aprendizaje a través de la experiencia

## Historia
La primera escuela Outward Bound fue inaugurada en Aberdyfi, Gales en 1941 por Kurt Hahn y Lawrence Holt con el apoyo de Blue Funnel Line. La organización surgió del trabajo de Hahn en el desarrollo de la escuela Gordonstoun y lo que ahora se conoce como el Premio del Duque de Edimburgo. La misión fundadora de Outward Bound fue brindar a los jóvenes marineros la capacidad de sobrevivir a las duras condiciones en el mar mediante la enseñanza de la confianza y la tenacidad. Jim Hogan se desempeñó como director durante el primer año de la escuela.
Cincuenta años después, en septiembre de 1991, un ciudadano de Colorado llamado Jim Rowe había estado trabajando como instructor para la Colorado Outward Bound School (COBS), y viajó un día a Costa Rica. El primer año en Costa Rica se centró en aprender de primera mano la cultura indígena, la ecología de la selva y la geografía costarricense. Regresó el segundo año con una balsa monolítica y algo de equipo de buceo SCUBA para comenzar una empresa de actividades de aventura, utilizando el mismo bote para realizar SCUBA y viajes por el río.
En su tercer año al frente de la empresa, Rowe se centró más en la adquisición de equipos, así como en el descenso de ríos y el montañismo. Su ubicación central en Quepos tenía tres ríos con poca gente ideales para el descenso de ríos. Mientras realizaba excursiones un día por el río consiguió acumular el capital y los fondos de marketing necesarios para establecer una escuela para impartir cursos más relevantes para su enfoque filosófico de la enseñanza. En lugar de realizar viajes comerciales rápidos, comenzó a dirigir viajes cuyos objetivos eran aprender a través de la aventura. Fundó Save the Rainforest Expeditions School (STRES) para proporcionar una vía para trabajar con los jóvenes aplicando las mismas filosofías que usó en COBS. STRES afirmó centrarse en la enseñanza de la autosuficiencia, el liderazgo, la compasión y el servicio en un entorno costarricense:  los principios de Outward Bound se impartieron a través de aventuras en la selva y proyectos de servicio orientados a la conservación de la selva, así como a la asistencia de pueblos indígenas.
Un año después, Rowe solicitó y recibió una carta provisional (una carta que se convertiría en una carta permanente después de tres años) si OBCR mantenía las políticas y procedimientos de Outward Bound International (OBI). En septiembre de 1997, OBCR recibió un estatuto completo de Outward Bound International.
En 2008 Outward Bound Costa Rica instruyó a 4787 estudiantes y completó 23816 SPDs (Días de participación de los estudiantes, por sus siglas en inglés). Estas cifras reflejan los estudiantes que han participado en cursos de enrolamiento, de Girl Scouts, así como otros cursos con escuelas y organizaciones locales de Costa Rica, entre otros.